# Borsuki (rejon miński)
Borsuki (biał. Барсукі; ros. Барсуки) – wieś na Białorusi, w obwodzie mińskim, w rejonie mińskim, w sielsowiecie Horanie.
W granicach Rosji należała do ujezdu mińskiego w guberni mińskiej, a od 1919 roku do Białoruskiej SRR. W latach 1919–1920, po zajęciu przez Wojsko Polskie, znalazła się w okręgu mińskim pod Zarządem Cywilnym Ziem Wschodnich. Od 1938 roku wchodzi w skład obwodu mińskiego.
Miejscowość pojawia się na kartach powieści Sergiusza Piaseckiego Kochanek Wielkiej Niedźwiedzicy jako jedna z wsi, z której pochodzili chłopi polujący na przemytników.